# 侯赛因·艾哈迈德
侯赛因·艾哈迈德（1986年10月14日 -  ）是一名科威特举重运动员，身高1.80米。2010年参加广州亚运会，以240千克的成绩获77公斤级比赛第八名。